# Matthew & Son
Matthew & Son was een warenhuis en kruidenierswinkel gevestigd in Trinity Street, Cambridge.

## Geschiedenis
Matthew & Son werd opgericht in 1832, toen David Matthew een partnerschap aanging met John Gent om samen Matthew & Gent te vormen. De nieuwe winkel was gevestigd op Trinity Street 25 en verkocht levensmiddelen, porselein en glaswerk. In 1833 sloot John, de jongere broer van David, zich aan bij het bedrijf en nam het in 1849 over toen David vertrok om terug te keren naar Londen.
In 1874 werd Matthew & Gent omgedoopt tot Matthew & Son, toen Johns zoon Henry in het bedrijf kwam. Henry overleed echter vroeg, waarna zijn jongere broer Arthur het bedrijf overnam. De zaak verhuisde in 1858 naar Trinity Street 20-21, en opende in 1894 een wijn- en sterke drankwinkel op Trinity Street 19, gevolgd door het Oriental Cafe in 1896 op Trinity Street 14. In Cambridge werden verschillende lokale vestigingen geopend die levensmiddelen verkochten.
In 1917 overleed Matthew en liet zijn vrouw Maude de zaak runnen. Uiteindelijk nam zijn zoon Bernard in 1937 het roer over als algemeen directeur en hij bleef de zaak runnen totdat deze in 1962 werd verkocht aan Harveys Wine Merchants. Tot 1964 bleef het bedrijf onder de naam Matthew & Son opereren.